# Christopher Atkinson
Christopher „Chris“ Atkinson (* 30. November 1979 in Bega, Australien) ist ein australischer Rallyefahrer.

## Sportliche Laufbahn
Atkinson gewann 2003 und 2004 zwei Titel bei der FIA Asia-Pacific Super-1600-Serie. 2004 gab er bei der Rallye Neuseeland sein WRC-Debüt für das Subaru-Werksteam. Ab 2005 startete er als Stammfahrer für Subaru WRT neben Petter Solberg. Atkinsons bisher beste Platzierungen waren zwei zweite Ränge im Gesamtergebnis der Rallye Mexiko und Argentinien in der Saison 2008.

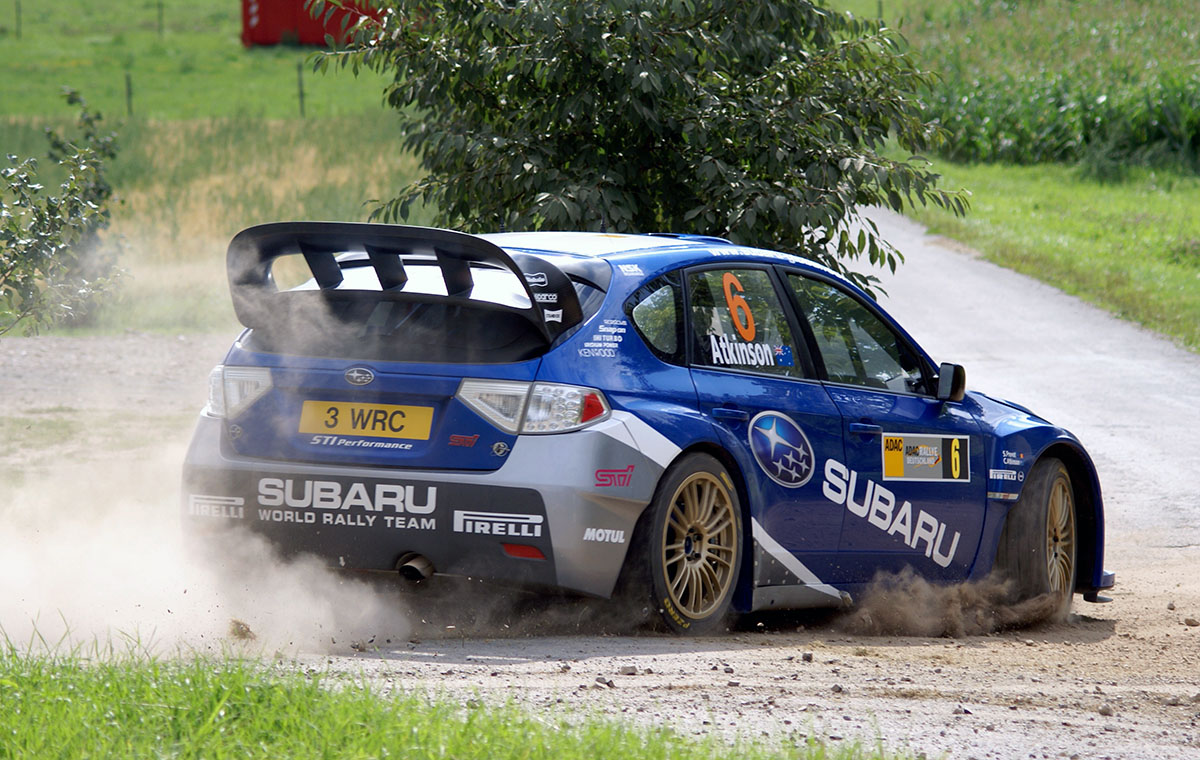
C. Atkinson / S. Prévot, Subaru Impreza, Rallye Deutschland 2008

2009 wechselte Atkinson, nach dem Rückzug von Subaru, zum neu formierten Citroën Junior Team auf einen Citroën C4 WRC. Dort war er Teamkollege von Conrad Rautenbach, Sébastien Ogier und Jewgeni Nowikow.
Nachdem Atkinson 2012 einen Kurzauftritt beim WRC-Lauf in Mexiko im Monster World Rally Team neben Ken Block bestritten hatte und im Citroën DS3 WRC für das Qatar World Rally Team bei der Rallye Finnland gestartet war, kehrte er als Stammfahrer für das Team MINI Portugal in die WRC zurück. Er ersetzte dort den Werksfahrer Armindo Araujo für die letzten fünf Läufe der Rallye-Weltmeisterschaft 2012. Im folgenden Jahr startete Atkinson bei der Rallye Mexiko, wo er sechster wurde, und im Jahr 2014 bekam er einen Vertrag bei Hyundai World Rally Team für einige Rallyes.

## Statistik

### Einzelergebnisse WRC
| Jahr | Team                        | Auto                       | 1     | 2      | 3       | 4       | 5       | 6      | 7       | 8       | 9      | 10      | 11      | 12     | 13    | 14      | 15      | 16    | Rang | Punkte |
| ---- | --------------------------- | -------------------------- | ----- | ------ | ------- | ------- | ------- | ------ | ------- | ------- | ------ | ------- | ------- | ------ | ----- | ------- | ------- | ----- | ---- | ------ |
| 2004 | Chris Atkinson              | Subaru Impreza WRX STI     |       |        |         | NZL DNF |         |        |         |         | FIN 33 |         |         |        |       |         |         | AUS 5 | 16   | 4      |
| 2004 | Chris Atkinson              | Suzuki Ignis S1600         |       |        |         |         |         |        |         |         |        |         | JPN 12  |        |       |         |         |       | 16   | 4      |
| 2005 | Subaru World Rally Team     | Subaru Impreza WRC         |       | SWE 19 |         |         |         |        |         |         |        |         |         |        |       |         |         |       | 12   | 13     |
| 2005 | Subaru World Rally Team     | Subaru Impreza WRC         |       |        | MEX DNF | NZL 7   | ITA 18  | CYP 10 | TUR 24  | GRE DNF | ARG 9  | FIN DNF | GER 11  | GBR 38 | JPN 3 | FRA DNF | ESP 9   | AUS 4 | 12   | 13     |
| 2006 | Subaru Rally Team Australia | Subaru Impreza WRC         | MON 6 |        |         | ESP 11  | FRA 13  |        |         |         | GER 8  |         |         |        |       |         |         |       | 10   | 20     |
| 2006 | Subaru World Rally Team     | Subaru Impreza WRC         |       | SWE 11 | MEX 7   |         |         | ARG 6  | ITA 10  | GRE 11  |        | FIN 13  | JPN 4   | CYP 9  | TUR 6 | AUS 9   | NZL DNF | GBR 6 | 10   | 20     |
| 2007 | Subaru World Rally Team     | Subaru Impreza WRC         | MON 4 | SWE 8  | NOR 19  |         |         |        |         |         |        |         |         |        |       |         |         |       | 7    | 31     |
| 2007 | Subaru World Rally Team     | Subaru Impreza WRC         |       |        |         | MEX 5   | POR DNF | ARG 7  | ITA 10  | GRE 6   | FIN 4  | GER 15  | NZL 4   | ESP 8  | FRA 6 | JPN DNF | IRL 42  | GBR 7 | 7    | 31     |
| 2008 | Subaru World Rally Team     | Subaru Impreza WRC         | MON 3 | SWE 21 | MEX 2   | ARG 2   | JOR 3   | ITA 6  |         |         |        |         |         |        |       |         |         |       | 5    | 50     |
| 2008 | Subaru World Rally Team     | Subaru Impreza WRC         |       |        |         |         |         |        | GRE DNF | TUR 13  | FIN 3  | GER 6   | NZL DNF | ESP 7  | FRA 6 | JPN 4   | GBR DNF |       | 5    | 50     |
| 2009 | Citroën Junior Team         | Citroën C4 WRC             | IRL 5 | NOR    |         |         |         |        |         |         |        |         |         |        |       |         |         |       | 14   | 4      |
| 2012 | Monster World Rally Team    | Ford Fiesta RS WRC         |       |        | MEX DNF |         |         |        |         |         |        |         |         |        |       |         |         |       | 13   | 28     |
| 2012 | Qatar World Rally Team      | Citroën DS3 WRC            |       |        |         |         |         |        |         | FIN 39  |        |         |         |        |       |         |         |       | 13   | 28     |
| 2012 | WRC Team Mini Portugal      | Mini John Cooper Works WRC |       |        |         |         |         |        |         |         | GER 5  | GBR 11  | FRA 8   | ITA 6  | ESP 7 |         |         |       | 13   | 28     |
| 2013 | Abu Dhabi Citroën Total WRT | Citroën DS3 WRC            |       |        | MEX 6   |         |         |        |         |         |        |         |         |        |       |         |         |       | 16   | 8      |
| 2014 | Hyundai World Rally Team    | Hyundai i20 WRC            |       |        | MEX 7   | POR     | ARG     | ITA    | POL     | FIN     | GER    | AUS 10  | FRA     | ESP    | GBR   |         |         |       | 18   | 7      |